# Trust In You
「Trust In You」（トラスト・イン・ユー）は、JUJUの13thシングル。2010年5月26日発売。

## 概要
朝日放送・テレビ朝日系列のドラマ『警視庁失踪人捜査課』の主題歌になっている。
M-3は、安全地帯「恋の予感」のカバー。

## 収録曲
1. Trust In You(3:53)
作詞：JUJU、渡辺翔、JUN-T/作曲：渡辺翔/編曲：UTA
2. feel me, feel me(3:35)
作詞：JUJU/作曲：ZETTON、原田卓也、Erik Lidbom/編曲：ZETTON
3. 恋の予感(4:46)
作詞：井上陽水/作曲：玉置浩二/編曲：E-3、DJ HIROnyc
4. Trust In You -instrumental-(3:52)